# Radio Giappone
Radio Japan (ufficialmente NHK World Radio Japan) è il servizio radiofonico della divisione esteri della radiotelevisione giapponese.

## Storia
Le trasmissioni per l'estero della radio giapponese cominciarono il primo giugno 1935, con programmi in inglese e giapponese.

## Situazione attuale
Radio Giappone trasmette in diciotto lingue, cioè:
| - Arabo - Bengalese - Birmano - Cinese - Coreano - Francese | - Giapponese - Hindi - Indonesiano - Inglese - Persiano - Portoghese | - Russo - Spagnolo - Swahili - Thailandese - Urdu - Vietnamita |

Le trasmissioni in onde corte originano dal centro di Yamata, nella prefettura di Ibaraki e da ripetitrici estere.
Le trasmissioni in onde medie e modulazione di frequenza provengono da stazioni affiliate o da ripetitrici estere

## Servizio in italiano
(Apertura delle trasmissioni)
Le prime trasmissioni in italiano iniziarono il 1º gennaio 1941, interrottesi però a causa della seconda guerra mondiale. Il servizio riprese il 5 giugno 1955 con un programma settimanale della durata di venti minuti, poi negli anni estesi ad un quarto d'ora a cadenza quotidiana, con una trasmissione mattutina ed una replica meridiana.
Durante la trasmissione del 20 agosto 2006 fu annunciato che, per motivi finanziari, il servizio sarebbe cessato il 30 settembre 2007, come effettivamente avvenne.

### Programmazione
Il programma era della durata di un quarto d'ora, composta da cinque minuti di notiziario e dieci di rubriche di attualità, cultura, approfondimento o lezioni di lingua giapponese.
| UTC       | UTC       | Lunedì               | Martedì              | Mercoledì            | Giovedì                 | Venerdì              | Sabato                  | Domenica                |
| 0530-0535 | 1030-1035 | Giornale radio       | Giornale radio       | Giornale radio       | Giornale radio          | Giornale radio       | Giornale radio          | Giornale radio          |
| 0535-0545 | 1035-1045 | Focus Radio Giappone | Focus Radio Giappone | Focus Radio Giappone | Focus Radio Giappone    | Focus Radio Giappone | Focus Radio Giappone    | Focus Radio Giappone    |
| 0535-0545 | 1035-1045 | Temi d'attualità     | Temi d'attualità     | Temi d'attualità     | Commento di oggi        | Temi d'attualità     | Pagine musicali, ecc... | Appuntamento domenicale |
| 0535-0545 | 1035-1045 | Temi d'attualità     | Temi d'attualità     | Temi d'attualità     | Il giapponese per tutti | Temi d'attualità     | Il giapponese per tutti | Appuntamento domenicale |

#### Redazione
Presso la redazione Italiana collaboravano: A. Borelli, M. Camandona, A. Clementi, E. Delorenzi, D. Ereditato, T. Hanamoto, A. Honya, T. Kajiyama, R. Kubota, M. Majima, V. Mastragostino, A. Mazzone, M. Morganti, E. Sato, K. Someya, S. Yokota.

## Modalità di ricezione
- Onde corte (via Gabon)[6]: 05.30-05.45 UTC, 11970 kHz e 10.30-10.45 UTC, 21820 kHz.
- Via internet[6]